# Euphorbia kalbaensis
Euphorbia kalbaensis  (лат.) — вид двудольных растений рода Молочай (Euphorbia) семейства Молочайные (Euphorbiaceae). Растение впервые описано ботаниками К. С. Байковым и И. В. Хан в 2005 году.

## Распространение, описание
Эндемик Казахстана, распространённый на востоке страны. Описан из Калбинского хребта.
Гемикриптофит. Многолетнее травянистое растение.